# Вртикоп
Вртикоп или Вртокоп (грч. Σκύδρα, Скидра) је град и седиште истоимене општине у периферији Средишња Македонија, Грчка. Према попису из 2021. године било је 5.686 становника.
Према бугарском географу и историчару, Василу Канчову, у Вртикопу је 1900. године живело 300 Словена хришћана. Током Балканских и за време Првог светског рата насељен је већи број грчких избегличких породица из Турске, тако је 1920. године у Вртикопу било 809 становника. После 1924. године насељене су и друге грчке избеглице, укупно 267 особа. У међувремену известан број избеглица је напустио место, те је 1928. било 833 житеља. На попису из 1940. године Вртикоп је имао 1.645 становника, од чега 300 Словена а остали су Грци.